# Település

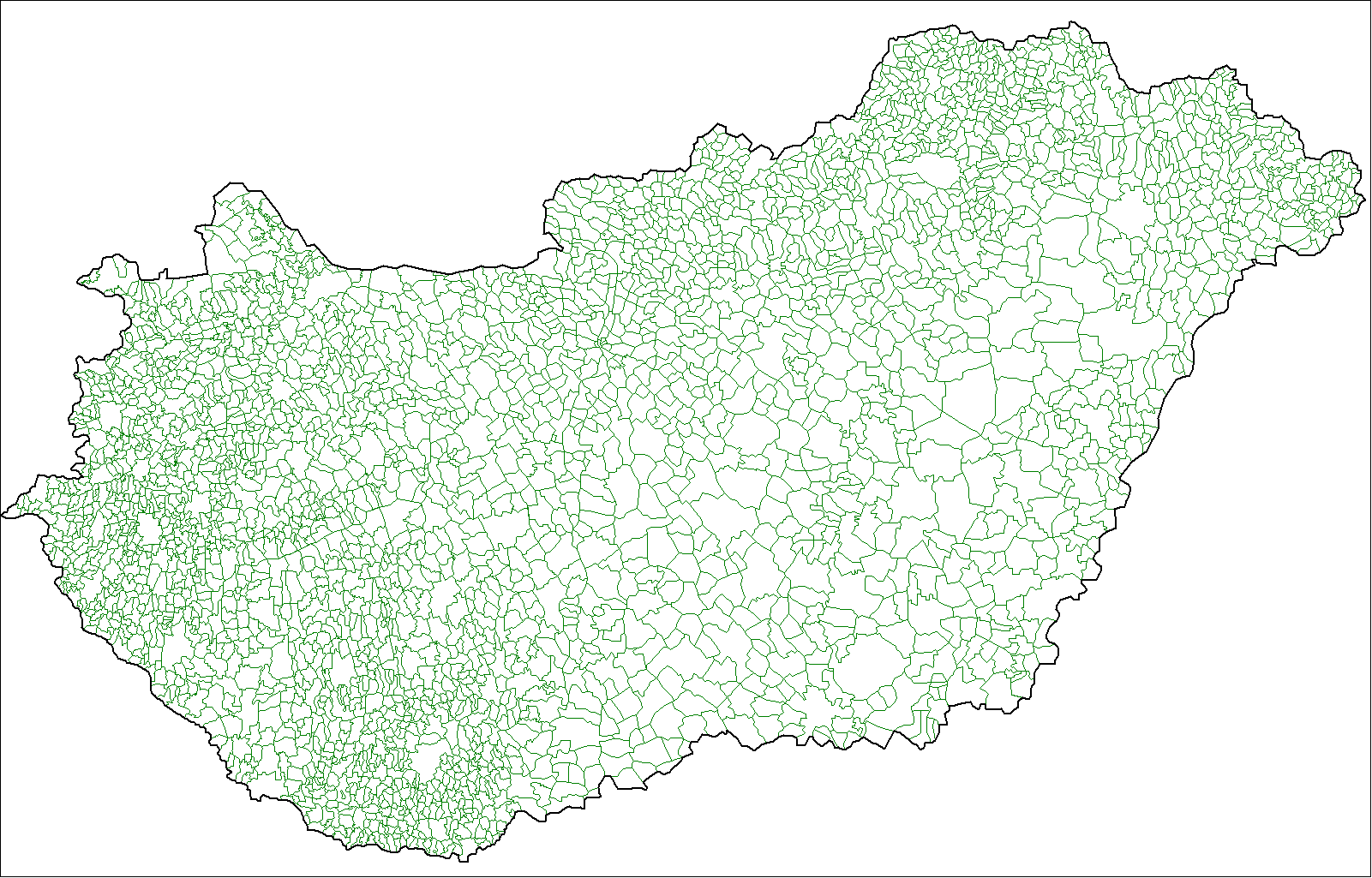
Mapa de los términos municipales de Hungría.

En Hungría, se denomina con la expresión település (literalmente en húngaro "localidad" o "asentamiento") a cada una de las subdivisiones básicas del territorio en las que se divide el país. Son la tercera subdivisión administrativa tras el condado y el distrito. En la Nomenclatura de las Unidades Territoriales Estadísticas de Eurostat, forman el nivel LAU-2 en Hungría. Existen un total de 3152 en todo el país.
La principal peculiaridad del település respecto a los municipios de otros países europeos es que település se traduce directamente como "localidad": en general, cada una de las localidades húngaras con independencia de su tamaño es un település y forma por sí sola una colectividad local (települési önkormányzat) dirigida por un consejo local y un burgomaestre (polgármester) elegidos cada cuatro años por sufragio universal. Teóricamente no existen pedanías en Hungría, de manera que si un grupo de casas depende de otra localidad suele considerarse que forman un barrio, una finca rústica o una localidad anexionada. En todo caso, település suele traducirse también como "municipio" para destacar que toda localidad tiene un término municipal propio, a diferencia de otros países donde la localidad solamente hace referencia al lugar habitado.
El gobierno local contemporáneo fue creado en el país con la ley XVIII de 1871, poco después de reconocerse la autonomía al reino de Hungría en el Imperio austrohúngaro. Su formato actual se estableció con la ley LXIII de 1990.

## Tipos de localidades

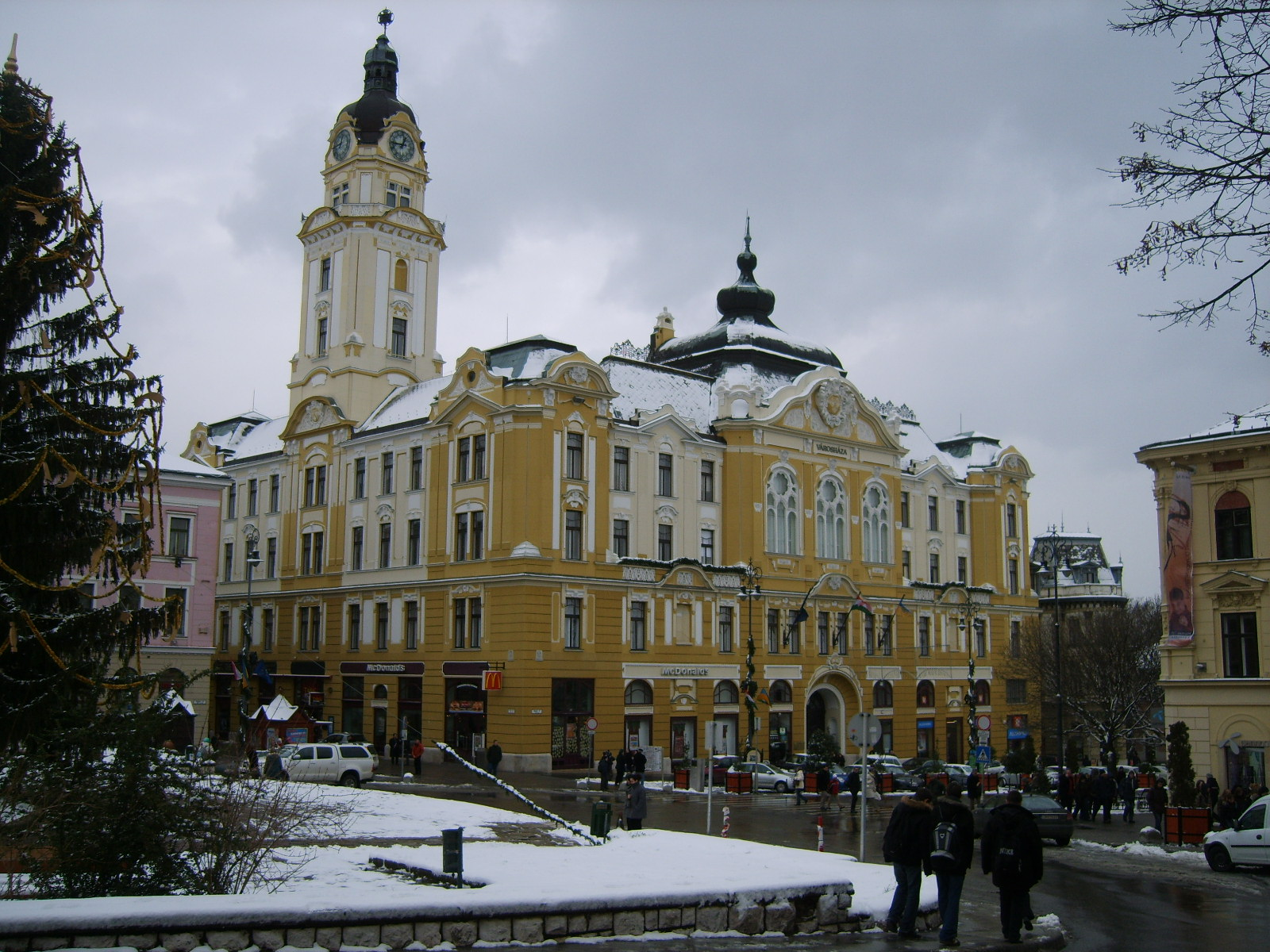
Casa consistorial de Pécs.

Puesto que la unidad de gobierno local está unida a cada localidad, no existe un modelo único de település en todo el país, sino que se clasifican en cuatro subtipos, cada uno de ellos con una forma de gobierno propia, en función principalmente del tamaño del núcleo:
- El pueblo (község, literalmente "comuna"): son la gran mayoría de las localidades y se utiliza para designar a las localidades más pequeñas del país. Ocupan el quinto lugar en importancia en las localidades húngaras. Para alcanzar este estatus local mínimo y dejar de ser considerada como un grupo de casas, debe haberse formado una localidad con al menos 300 habitantes con aspecto separado de otra localidad y acreditada capacidad de organización autónoma.
- El pueblo mayor (nagyközség): se aplica excepcionalmente a aquellas localidades que, siendo mayores que un pueblo, no alcanzan el nivel suficiente para adquirir estatus urbano. Ocupan el cuarto lugar en importancia en las localidades húngaras.
- La ciudad (város): son las localidades más pobladas del país, aunque no hay un criterio claro para determinar cómo se alcanza el estatus urbano. Ocupan al menos el tercer lugar en importancia en las localidades húngaras.
- La ciudad de derecho condal (megyei jogú város): son un subtipo de la ciudad, que se refiere a aquellas localidades que son capital de su condado o tienen más de cincuenta mil habitantes. Ocupan el segundo lugar en importancia en las localidades húngaras, detrás solamente de la capital Budapest.

La capital Budapest no se rige por las reglas generales del település: es una entidad equiparada a un condado y se subdivide en unas entidades especiales llamadas kerület.